# Segersjön, Lappland
Segersjön är en sjö i Åsele kommun i Lappland och ingår i Gideälvens huvudavrinningsområde. Sjön har en area på 0,0351 kvadratkilometer och ligger 297 meter över havet.

## Delavrinningsområde
Segersjön ingår i det delavrinningsområde (711032-162935) som SMHI kallar för Utloppet av Viskasjön. Medelhöjden är 317 meter över havet och ytan är 43,43 kvadratkilometer. Räknas de 5 avrinningsområdena uppströms in blir den ackumulerade arean 80,45 kvadratkilometer. Vattendraget som avvattnar avrinningsområdet har biflödesordning 2, vilket innebär att vattnet flödar genom totalt 2 vattendrag innan det når havet efter 127 kilometer. Avrinningsområdet består mestadels av skog (62 procent). Avrinningsområdet har 8,04 kvadratkilometer vattenytor vilket ger det en sjöprocent på 18,5 procent. Bebyggelsen i området täcker en yta av 1,24 kvadratkilometer eller 3 procent av avrinningsområdet.